# Þorkels þattr dyrðils
Þorkels þattr dyrðils es una historia corta islandesa (þáttr) que se conserva en el compendio Morkinskinna.

## Sinopsis
El relato se centra en la figura de Þorkel dyrðill, uno de los intentendes del rey Magnus I de Noruega, que fue acusado de no haber pagado todos los impuestos que debía. Magnus fue a su casa y, durante la visita, Þorkel le ofreció salir a cazar a un animal. El rey estuvo de acuerdo, pero cuando trató de cortar la garganta de una cabra, se derraman piezas de plata. Magnus se enoja y Þorkel luego explicó que había escondido el dinero en pieles de cabra, para protegerlo de la codicia de Álfífa. El rey le dio las gracias y supo que había sido víctima de la calumnia.